# Latonigena
Latonigena is een geslacht van spinnen uit de familie bodemjachtspinnen (Gnaphosidae).

## Soorten
De volgende soorten zijn bij het geslacht ingedeeld:
- Latonigena africanus Tucker, 1923
- Latonigena auricomus Simon, 1893